# حمزه الغامدی
حمزه الغامدی (عربی: حمزة الغامدي، آوانگاری: Ḥamza al-Ghāmdī؛ ۱۸ نوامبر ۱۹۸۰ – ۱۱ سپتامبر ۲۰۰۱) یک تروریست اهل عربستان سعودی و یکی از ۵ هواپیماربای پرواز شماره ۱۷۵ یونایتد ایرلاینز در حملات ۱۱ سپتامبر بود.
حمزه که در عربستان سعودی به دنیا آمده بود، خانواده خود را برای جنگ در چچن ترک کرد و از آن‌جا احتمالاً به اردوگاه‌های آموزشی القاعده در افغانستان فرستاده شد. در آن زمان بود که او برای شرکت در حملات آمریکا انتخاب شد.
او در می ۲۰۰۱ با ویزای توریستی وارد آمریکا شد. در ۱۱ سپتامبر ۲۰۰۱، الغامدی سوار بر پرواز شماره ۱۷۵ یونایتد ایرلاینز شد و هواپیما را به همراه برادر بزرگترش احمد الغامدی و ۳ تروریست دیگر ربود تا هواپیماربای ارشد و خلبان آموزش دیده مروان شحی بتواند هواپیما را به برج جنوبی مرکز تجارت جهانی بکوبد.

## تاریخچه
الغامدی (که در مراحل آماده‌سازی حمله با نام جلیبیب شناخته می‌شد) اواخر سال ۲۰۰۰ به امارات متحده عربی سفر کرده و تعدادی چک مسافرتی که گمان می‌رفت پولشان توسط مصطفی الهوساوی پرداخت شده باشد، خریداری کرد. ۵ هواپیماربای دیگر نیز وارد خاک امارات شده و در آنجا چک مسافرتی خریداری کرده‌بودند: ماجد موقد، سعید الغامدی، وائل الشهری، احمد الحزنوی و احمد النعمی.
در ژانویه ۲۰۰۱، الغامدی یک صندوق پستی را در دلری بیچ، فلوریدا با هواپیماربای دیگر، مهند الشهری اجاره کرد. به گفته رابرت مولر مدیر اف‌بی‌آی و کمیسیون ۱۱ سپتامبر، الغامدی مستقیماً از امارات وارد ایالات متحده نشد بلکه در ۲۸ مه با مهند الشهری و عبدالعزیز العمری از لندن پرواز کرد.
در مارس ۲۰۰۱، یک ویدیوی خداحافظی از الغامدی از شبکه الجزیره پخش شد. در این ویدئو، بسیاری از هواپیماربایان ۱۱ سپتامبر سوگند یاد می‌کنند که شهید شوند، اگرچه هیچ جزئیاتی از نقشه در ویدیو فاش نمی‌شود. الغامدی در فیلم صحبت نمی‌کند، اما در حال مطالعه نقشه‌ها و راهنمای پرواز دیده می‌شود.
او یکی از ۹ هواپیماربایی بود که در ژوئن ۲۰۰۱ یک حساب در بانک سان‌تراست باز کردند. الغامدی همچنین در ۲۷ ژوئن ۲۰۰۱ برای گواهینامه رانندگی فلوریدا درخواستی ثبت کرد و درخواستش پذیرفته شد. در دو ماه بعد، او به سادگی و با پر کردن فرم‌های تغییر آدرس، دو نسخه گواهینامه دیگر به دست آورد. پنج هواپیماربای دیگر نیز در سال ۲۰۰۱ گواهینامه رانندگی فلوریدا را دریافت کرده و بقیه نیز همین کار را در ایالت‌های مختلف انجام دادند. برخی گمان می‌کنند که این کار برای استفاده چند نفر از یک هویت صورت گرفته‌است.

## حملات
الغامدی در ۲۹ اوت با استفاده از ویزا کارت، بلیط الکترونیکی خود را برای پرواز شماره ۱۷۵ یونایتد ایرلاینز خریداری کرد. اف‌بی‌آی همچنین ادعا کرد که او یک بلیت برای پرواز ۷۹۵۰ از لس آنجلس به سانفرانسیسکو خریداری کرده‌است، اگرچه تاریخ پیش‌بینی شده پرواز در ادعا ذکر نشده بود.
در ۳۰ اوت، حمزه الغامدی برای برادرش احمد الغامدی یک بلیط مشابه برای پرواز شماره ۱۷۵ یونایتد ایرلاینز و برای جفتشان یک بلیط یک طرفه ایرترن ایرویز برای ۷ سپتامبر از فورت لادردیل، فلوریدا به بوستون خرید. با این وجود، حمزه به همراه مهند الشهری، با بلیت‌هایی که از آژانس مسافرتی Mile High در شهر لودردیل-بای-د-سی فلوریدا خریداری شده بود، از فورت لادردیل به نیوآرک، نیوجرسی پرواز کرد.
حمزه و احمد الغامدی در هتل چارلز در کمبریج، ماساچوست اقامت کردند. در ۸ سپتامبر آنها از هتل خارج شده و تا زمان حمله در مسافرخانه دیز این در برایتون، بوستون ماندند.
صبح روز ۱۱ سپتامبر ۲۰۰۱، حمزه به همراه برادرش احمد، هتل را ترک کرد. این دو مرد با تاکسی به فرودگاه بین‌المللی لوگان رفته، و در آنجا سوار پرواز شماره ۱۷۵ شدند. با شروع هواپیماربایی، در حالی که برادران الغامدی مسافران و خدمه را به عقب هواپیما هل می‌دادند، فایز بنی‌حماد و مهند الشهری خلبانان ویکتور ساراچینی و مایکل هوراکس را کشته و به مروان شحی اجازه دادند تا کنترل هواپیما را در دست بگیرد.